# قوانین خانه سایدر (فیلم)
قوانین خانه سایدر (انگلیسی: The Cider House Rules) فیلمی در ژانر رمانتیک و درام به کارگردانی لاسه هالستروم است که در سال ۱۹۹۹ منتشر شد.

## بازیگران
- توبی مگوایر
- مایکل کین
- شارلیز ترون
- پل راد
- دلروی لیندو
- اریکا بادو
- کیرن کالکین
- جین الکساندر
- کتی بیکر
- کیت نلیگان
- پاز د لا ورتا
- جی. کی. سیمونز
- اریک پر سالیوان

## اسکار
- برنده - جایزه اسکار بهترین بازیگر نقش مکمل مرد: مایکل کین
- برنده - جایزه اسکار بهترین فیلم‌نامه اقتباسی: جان ایروینگ
- نامزد - جایزه اسکار بهترین فیلم: ریچارد ان. گلدستاین
- نامزد - جایزه اسکار بهترین کارگردانی: لاسه هالستروم
- نامزد - جایزه اسکار بهترین تدوین فیلم: Lisa Zeno Churgin
- نامزد - جایزه اسکار بهترین موسیقی فیلم: ریچل پورتمن
- نامزد - جایزه اسکار بهترین کارگردانی هینری: دیوید گروپمن و بت ای. روبینو

## داستان
«هومر ولز» (مگوایر) در یتیم خانهٔ سینت کلاود در مناطق روستایی «مین» و تحت نظارت شدید ولی رئوفانهٔ «دکتر ویلبر لارچ» (کین) بزرگ شده است. «لارچ» معلومات پزشکی خود را به «هومر» انتقال داده، اما «هومر» تصمیم می‌گیرد یتیم خانه را ترک کند تا دنیا را ببیند…